# Kvarteret Brunkhalsen

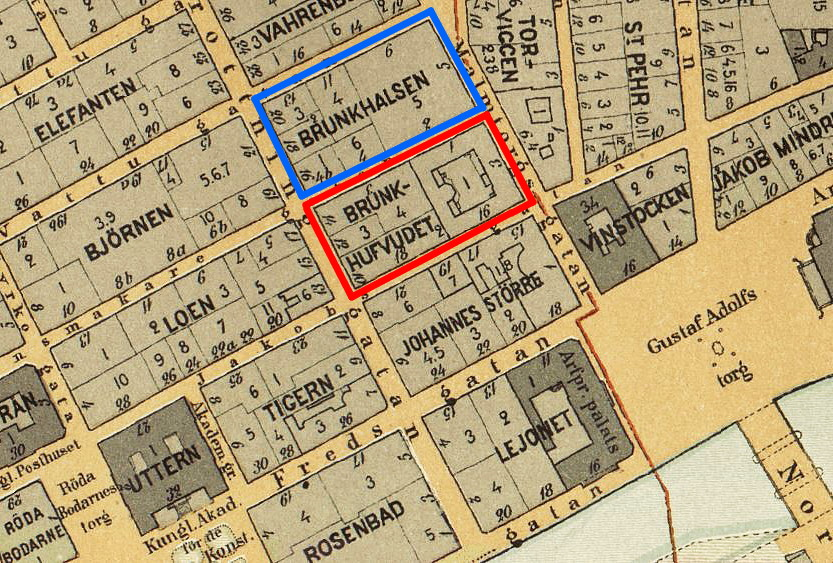
Kvarteret Brunkhuvudet (röd) och Brunkhalsen (blå) 1899.

Brunkhalsen är ett kvarter på södra Norrmalm i centrala Stockholm. Kvarteret omges av Karduansmakargatan i söder, Malmtorgsgatan i öster, Herkulesgatan i norr och Drottninggatan i väster. Kvarteret bestod ursprungligen av sex fastigheter, efter en fastighetsreglering på 1990-talet är hela kvarteret en enda fastighet Brunkhalsen 9. Kvarteret stod under rivningshot under Norrmalmsregleringen på 1960-talet, då det fanns planer på att uppföra ett parkeringshus för 600 bilar. Hela kvarteret förvärvades 1979 av svenska staten genom Statens Fastighetsverk för att bli ett av Stockholms regeringskvarter.

## Historik
Kvarteren på södra Norrmalm bildades i slutet av 1630-talet när Stockholms stadsplanering tog sin början och Klas Flemings strikta rutnätsplan lades ut över området. Innan dess fanns här ett virrvarr av oplanerade gator, gränder och oregelbundna kvarter.
Brunkhalsens ursprungliga namn (liksom grannkvarteret Brunkhuvudet) var Brunkeberg. De fick sina namn efter Brunkeberget, den rullstensås som här har sin södra utlöpare. Förleden brunk betyder ”det branta berget”. På 1640-talet fanns ännu en del av åsen kvar. På en dansk 1640-talskarta över Stockholm har kvarteret märkts med nr 40 Brunkebierg. Norr om den stod Brunkebergsåsens vårdtorn (nr 39 Vegtertorn). På Petrus Tillaeus karta från 1733 har kvarteret namnet Brunckehalsen (nummer 12 i S:t Claræ Församling). 

Kvarteret Brunkhalsen (blå) genom tiden
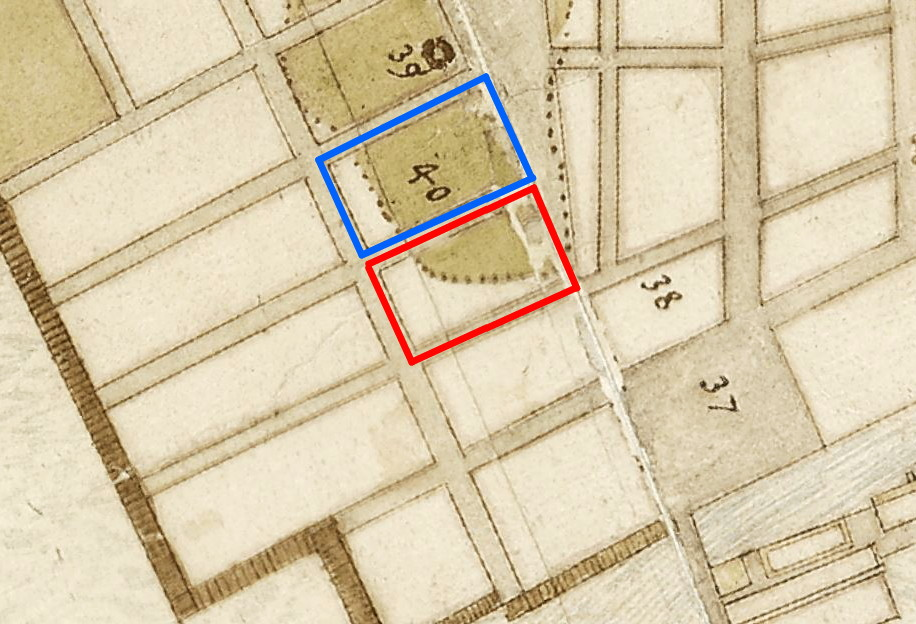
1645.
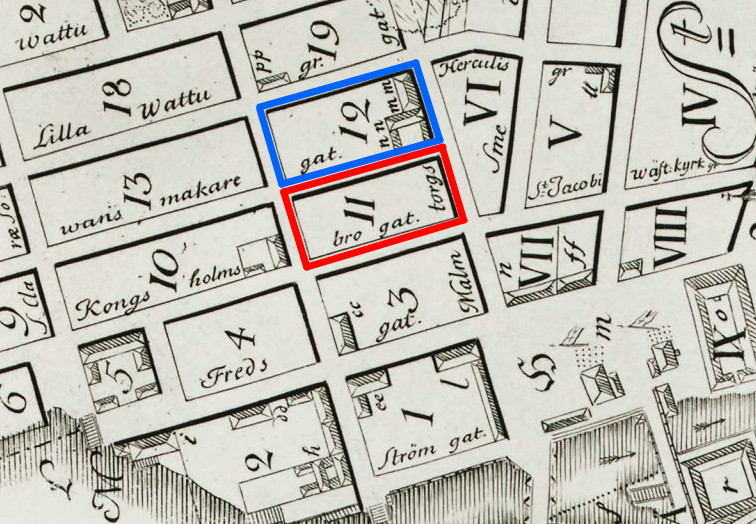
1733.
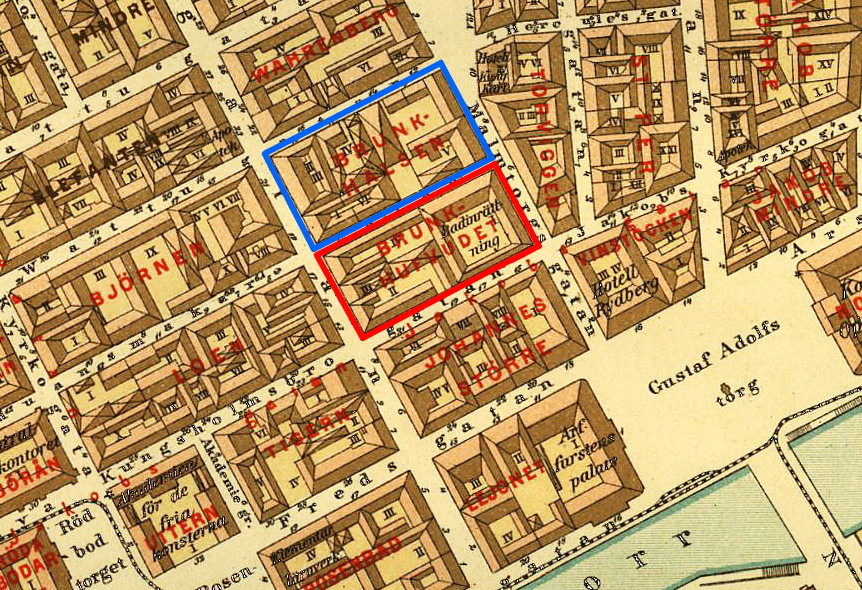
1885.
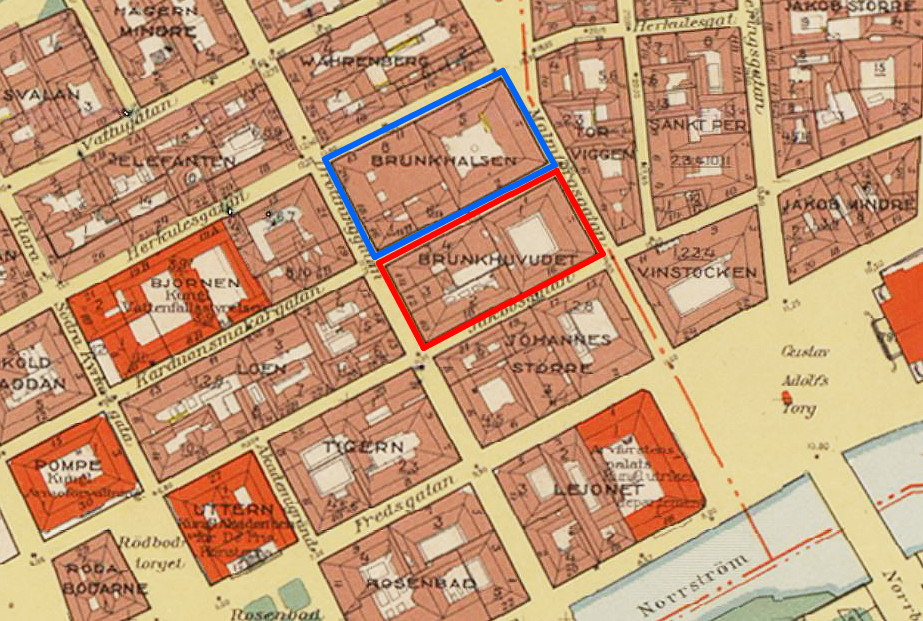
1940.

## Dagens bebyggelse

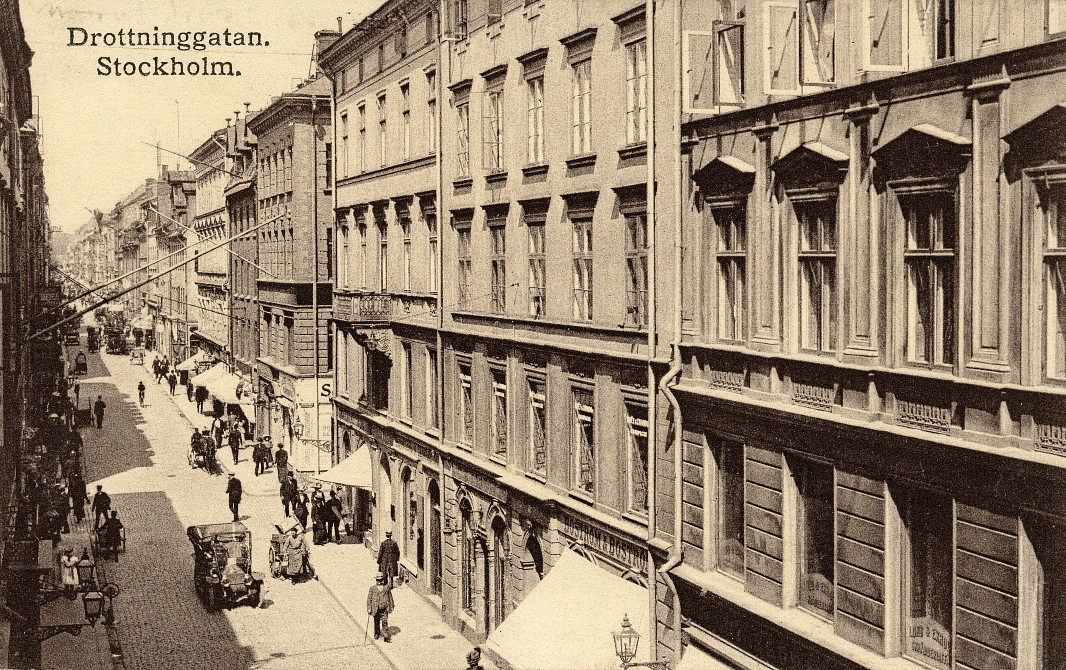
Drottninggatan 16–20 på 1910-talet.

Den östra halvan av kvarteret Brunkhalsen (mot Malmtorgsgatan) var ursprungligen en enda tomt. 1797 fanns här ett fyra våningar högt stenhus, ståndsmässigt inrett med sal, öppen spis i marmor och porslinsklädda kakelugnar. På tomten fanns ytterligare sex stenhus med bageri, brygghus, hönshus, vagnshus och stall för 20 hästar. Omkring år 1895 revs alltsammans och nuvarande byggnad, Brunkhalsen 5, uppfördes för Lifförsäkringsaktiebolaget Nordstjernan efter ritningar av arkitekt Erik Josephson.
Den västra halvan av Brunkhalsen (mot Drottninggatan) bestod av tre långsmala fastigheter med var sitt stenhus. I bottenvåningen fanns salubodar och magasin samt bostäder i de övre våningarna. Hörnhuset Drottninggatan 20 / Herkulesgatan 13 är numera sammanbyggt med Drottninggatan 18. På uppdrag av Sveriges litografiska tryckerier (Esselte) genomfördes 1927–1929 en genomgripande ombyggnad av de äldre husen efter ritningar av arkitekt Rolf Bolin. 1937 fick byggnaden en enhetlig fasad som ritades av arkitekt Ivar Tengbom. Något längre in på Herkulesgatan 11 uppfördes 1930–1932 Esseltes före detta kontors- och lagerhus. Byggnaden gestaltades av arkitekt Ture Wennerholm i funktionalistisk stil.
Förutom butiker finns lokaler för i första hand Regeringskansliet i kvarterets hus. Samtliga byggnader utgör idag en enda fastighet med invändig kommunikation mellan husen. En del rumsplaner och inredningar från 1890-talet återställdes, bland annat stengolv i korridorer, marmorering av pilastrar i trapphuset och väggkulörer. För ombyggnaden svarade Nyréns arkitektkontor. Förutom kvarterets nyaste hus vid Karduansmakargatan 2C är alla byggnader grönmärkta av Stadsmuseet i Stockholm vilket innebär att de anses vara ”särskilt värdefulla från historisk, kulturhistorisk, miljömässig eller konstnärlig synpunkt”.

### Nutida bilder

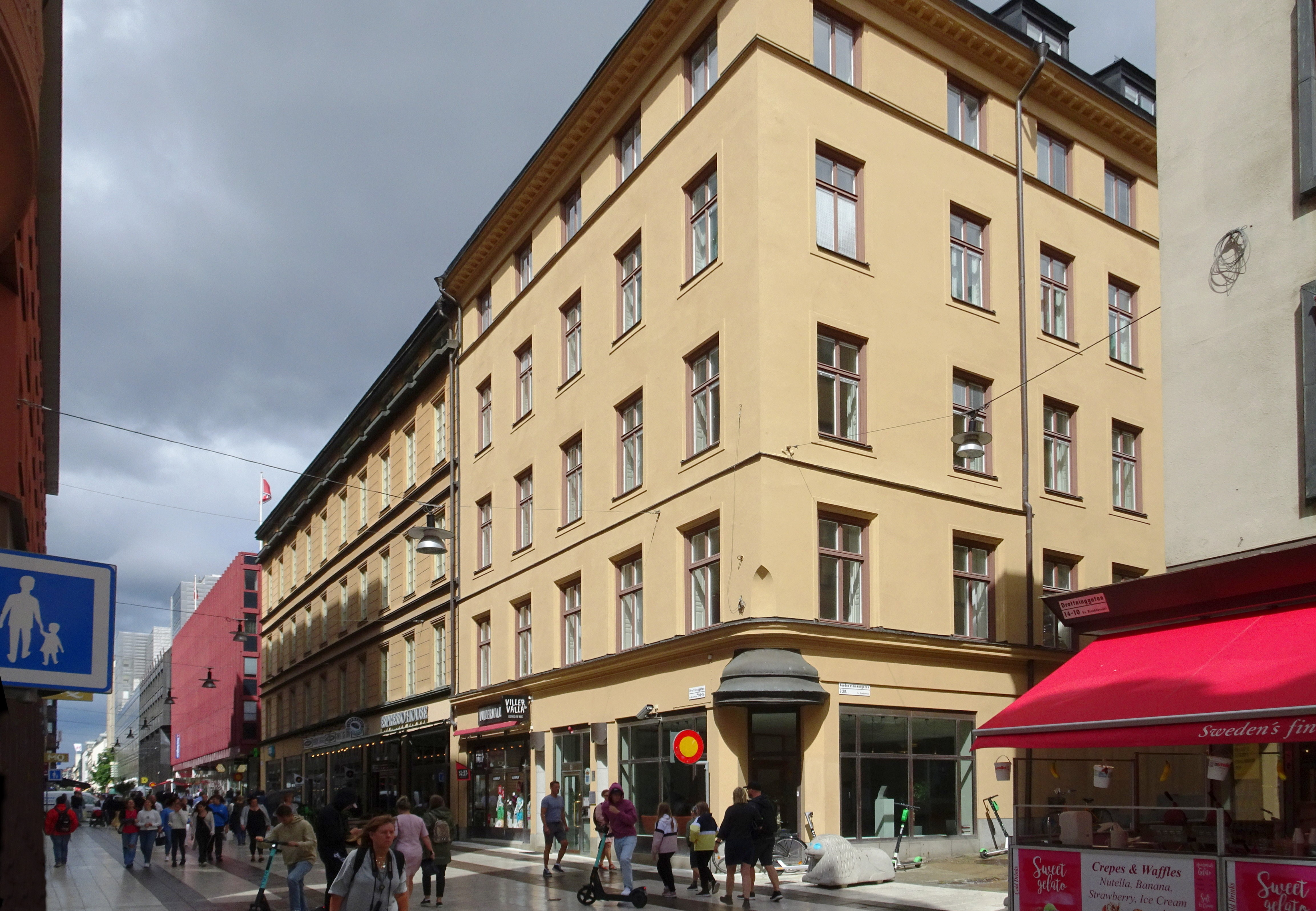
Drottninggatan 16–20 / Karduansmakargatan 2, vy norrut.
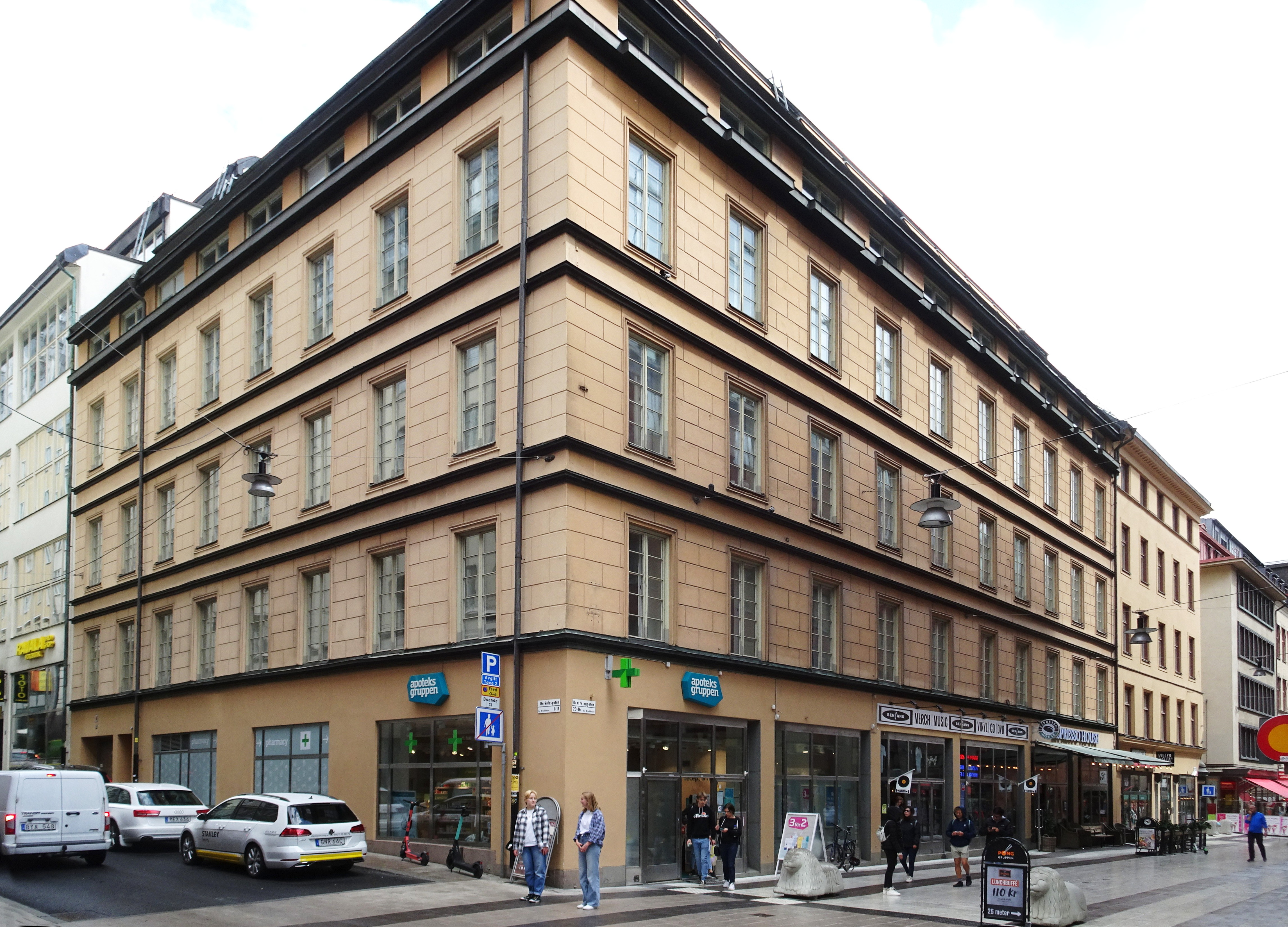
Drottninggatan 20 / Herkulesgatan 13, vy söderut.
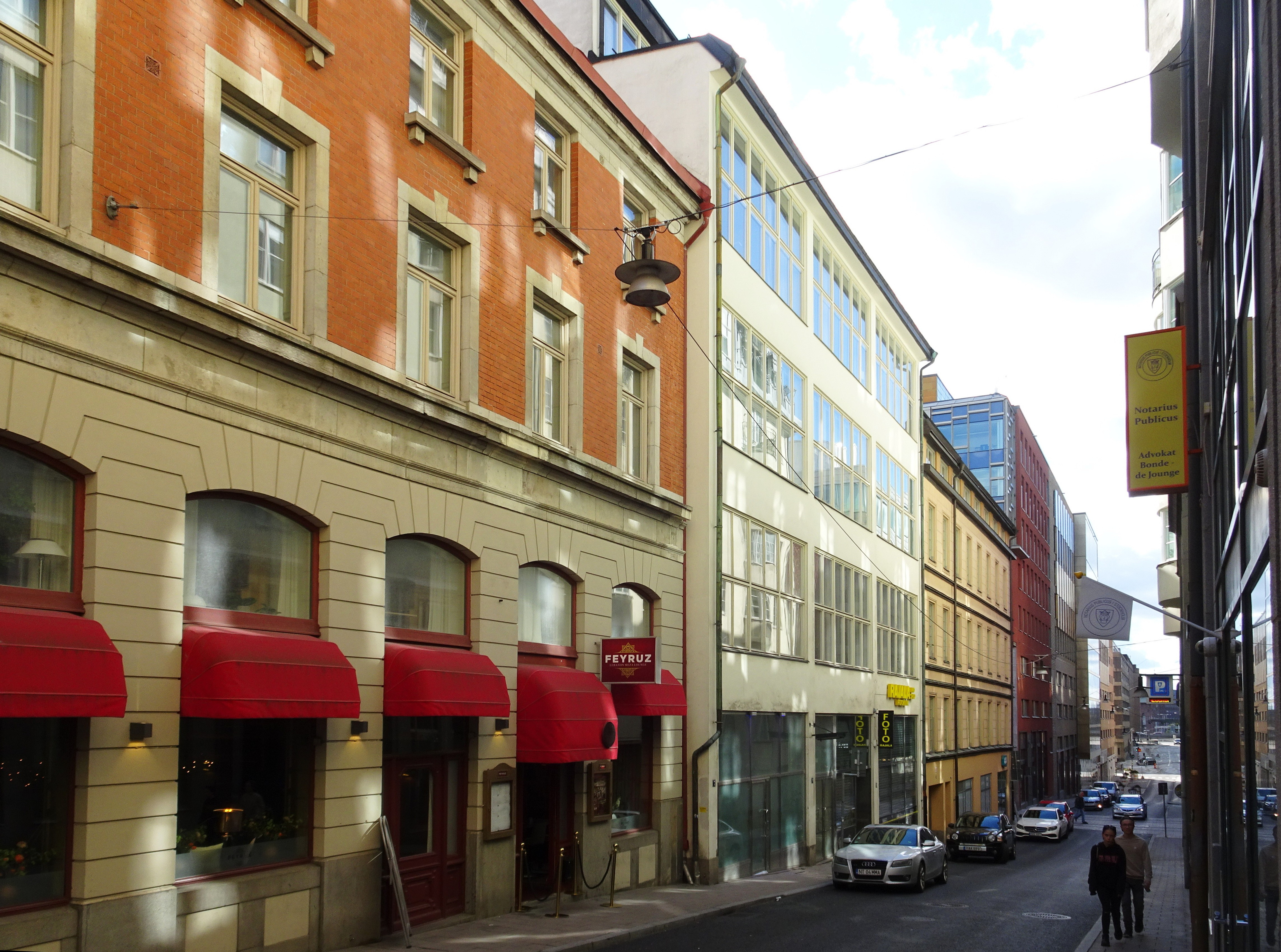
Herkulesgatan 11, Esseltes före detta kontors- och lagerhus.
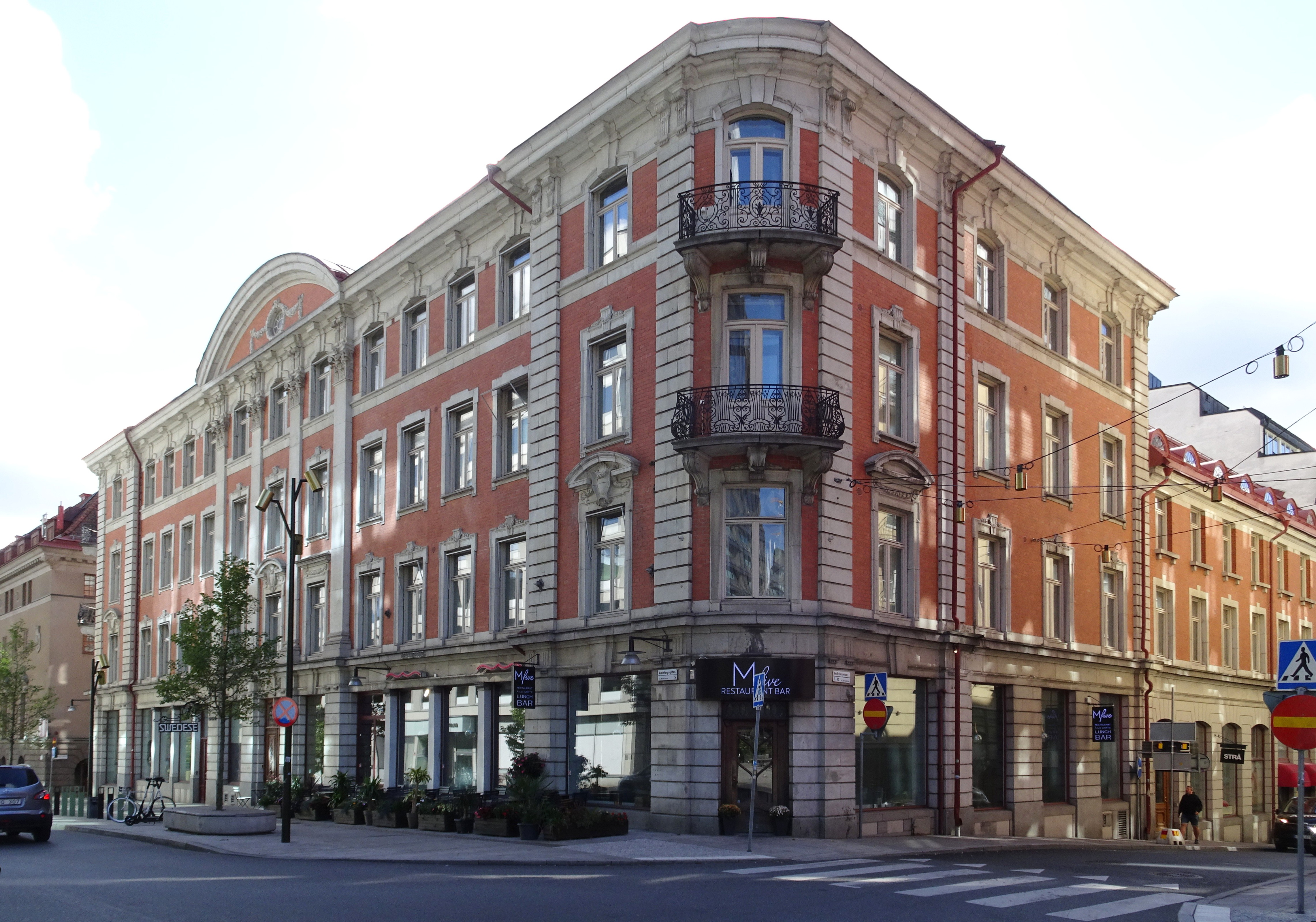
Malmtorgsgatan 5.